# Охтендунг
Охтендунг (нем. Ochtendung) — община в Германии, в земле Рейнланд-Пфальц. 
Входит в состав района Майен-Кобленц. Подчиняется управлению Майфельд.  Население составляет 5192 человека (на 31 декабря 2010 года). Занимает площадь 24,08 км².